# Chaves (Pará)
Chaves é um município brasileiro do estado do Pará, localizado na Ilha do Marajó pertencente a Microrregião do Arari.

## História
Originalmente foi uma aldeia do povo indígena aruana, onde os Capuchinhos da Província de Santo Antônio fundaram uma missão para catequizar essa população.
O município foi criado em 1755.
Em 1758, o governador da Capitania do Grão Pará, Francisco Xavier de Mendonça Furtado, transformou a aldeia em Vila, servindo de centro militar no século XIX.
A adesão do município à Independência do Brasil ocorreu no dia 14 de setembro de 1823. Teve caráter solene e o ato foi realizado no quartel da 8ª Companhia de Cavalaria e Infantaria, da Legião da 2ª linha, e contou com a presença dos componentes do Senado da Câmara e do capitão Comandante Militar e de polícia, Manoel Carlos Gemaque de Albuquerque, autor da ideia de dar muita pompa ao ato adesório.
Em 1833, Chaves passou a chamar-se Equador, e, em 1844 readquiriu a denominação anterior, devido a marcação dos seus limites.
Em 1889, no período republicano foi a criação da Comarca de Chaves.
Em 1891, a Vila foi elevada à categoria de Cidade.

## Geografia
Localiza-se no norte brasileiro, a uma latitude 00º09'36" sul e longitude 49º59'18" oeste, estando a uma altitude de 6 metros do nível do mar. Sua população estimada em 2018 foi de 23.482 habitantes, distribuídos em 13 084,755 km² de extensão territorial.

## Organização Político-Administrativa
O Município de Chaves possui uma estrutura político-administrativa composta pelo Poder Executivo, chefiado por um Prefeito eleito por sufrágio universal, o qual é auxiliado diretamente por secretários municipais nomeados por ele, e pelo Poder Legislativo, institucionalizado pela Câmara Municipal de Chaves, órgão colegiado de representação dos munícipes que é composto por vereadores também eleitos por sufrágio universal.

## Acesso
A sede do município fica situada às margens do rio Amazonas. O acesso é fluvial e aéreo. Possui uma pequena pista de pouso e um trapiche para atracação de embarcações. Até o ano 2000 não existia trapiche, as pessoas que chegavam na sede do município, tinham obrigatoriamente que descer nas águas do Amazonas para chegar nas praias.